# ضد لنینیسم
ضد لنینیسم مخالفت با فلسفه سیاسی، لنینیسم است که توسط ولادیمیر لنین مطرح می‌شد.

## اوایل مخالفت‌ها

### مخالفت مارکسیست‌ها
مخالفت با لنینیسم و شخص لنین را می‌توان در تجزیه حزب سوسیال دموکرات کارگری روسیه به جناح‌های منشویک و بلشویک در دومین کنگره حزب کارگر سوسیال دموکراتیک روسیه جستجو کرد. مخالفت بلشویکی‌ها با لنین با ظهور اوتزوویست‌ها (یا فراخوان‌ها)، که مخالف شرکت در پارلمان بودند، بوجود آمد. آنها شامل الکساندر بوگدانف، میخائیل پوکرووسکی، آناتولی لوناچارسکی و آندری بوبنف بودند. مخالفت منشویک با لنینیسم و بلشویسم اساساً بر اساس آنچه آنها ماهیت استبدادی لنین و روش‌های دستیابی به یک کشور مارکسیستی می‌دیدند، بود. چنین مخالفتهایی فقط در پی انقلاب اکتبر، مانند تقبیح جولیوس مارتوف در مورد بازگرداندن مجازات اعدام، بیشتر شد. ضد لنینیسم در متن کمونیسم روسیه در زمینه آن دسته از افرادی که می‌خواست لنین به عنوان رهبر دولت در طول سلطنت خود را از ۱۹۱۷–۱۹۲۴، که هر دو از میانه‌روها بود که سیاست‌های مانند دیدم حذف دیده می‌شود کمونیسم جنگی بیش از حد شدید و تندروهایی که سیاست‌هایی مانند سیاست جدید اقتصادی را تسلیم سرمایه‌داری می‌دانستند.
ادوارد برنشتاین و روزا لوکزامبورگ با انتقاد از لنین اظهار داشتند که برداشت وی از انقلاب، نخبه‌گرایانه و اساساً بلانکیست است. به عنوان بخشی از بخش طولانی تری از بلانکیسم در سازمان‌های سوسیال دموکراسی روسیه که بعداً با عنوان لنینیسم یا مارکسیسم منتشر شد، لوکزامبورگ می‌نویسد: از نظر لنین، تفاوت بین سوسیال دموکراسی و بلانکیسم به این نکته کاهش می‌یابد که به جای تعداد انگشت شماری از توطئه‌گران، ما یک پرولتاریای آگاه طبقاتی داریم. وی فراموش می‌کند که این اختلاف به معنای بازنگری کامل در ایده‌های ما در مورد سازمان است و بنابراین تصوری کاملاً متفاوت از تمرکزگرایی و روابط موجود بین حزب و خود مبارزه است. بلانکیسم روی عمل مستقیم طبقه کارگر حساب نمی‌کرد؛ بنابراین، نیازی به سازماندهی مردم برای انقلاب نداشت. انتظار می‌رفت مردم فقط در لحظه انقلاب سهم خود را ایفا کنند. آمادگی برای انقلاب فقط مربوط به گروه کمی از انقلابیون مسلح برای کودتا بود. در واقع، برای اطمینان از موفقیت توطئه انقلابی، نگه داشتن توده در فاصله‌ای از توطئه گران عاقلانه‌تر تلقی می‌شد.
کمونیسم "جناح چپ": یک اختلال شیرخوارگی اثری است که لنین به منتقدان متفرقه بلشویکها که ادعا می‌کردند مواضع در سمت چپ آنها هستند حمله می‌کند. بیشتر این منتقدان طرفداران ایدئولوژی‌هایی بودند که بعداً به عنوان کمونیسم چپ توصیف شدند. کمونیسم چپ محدوده است کمونیستی دیدگاه‌های برگزار شده توسط چپ کمونیست، که به انتقاد از اندیشه‌های سیاسی از بلشویکها در دوره‌های خاص، از یک موقعیت است که ادعا می‌شود بیش اصیل مارکسیستی و پرولتری از دیدگاه لنینیسم توسط برگزار انترناسیونال کمونیستی پس از اولین و در دومین کنگره آن تحلیل اولیه دیگر اتحاد جماهیر شوروی به عنوان سرمایه‌دار دولت از گروه‌های مختلف طرفدار کمونیسم چپ بود. یک گرایش عمده چپ کمونیست روسیه در سال ۱۹۱۸ از استخدام مجدد روابط استبدادی سرمایه‌داری و روشهای تولید انتقاد کرد. همان‌طور که اوسینسکی به‌طور خاص استدلال کرد، "مدیریت یک نفر" (به جای کمیته‌های دموکراتیک کارگران که کارگران تأسیس کرده بودند و لنین منسوخ شده بود) و تحمیل سایر انضباط سرمایه‌داری مشارکت فعال کارگران در سازمان تولید را خفه می‌کند. تیلوریسم کارگران را به زائده‌های ماشین آلات تبدیل کرد و کار قطعه ای به جای پاداش جمعی در تولید، فردگرایی را تحمیل کرد بنابراین ارزش‌های خرده بورژوازی را به کارگران القا کرد. در مجموع، این اقدامات به عنوان تغییر شکل مجدد پرولتاریای درون تولید از سوژه جمعی به اشیا اتمی شده سرمایه تلقی می‌شد. استدلال می‌شد که طبقه کارگر باید آگاهانه در اداره اقتصادی و سیاسی نیز شرکت کند. این گرایش در درون کمونیست‌های چپ ۱۹۱۸ تأکید کرد که مشکل تولید سرمایه‌داری این بود که با کارگران به عنوان ابزار تجارت رفتار می‌کند. تعالی آن در خلاقیت و مشارکت آگاهانه کارگران نهفته بود، که یادآور انتقاد مارکس از بیگانگی است. این انتقادات پس از کنگره دهم در سال ۱۹۲۱، که سیاست جدید اقتصادی را معرفی کرد، در سمت چپ حزب کمونیست روسیه احیا شد. بسیاری از اعضای مخالف کارگران و دسیستها (که هر دو بعداً ممنوع شدند) و دو گروه جدید کمونیست چپ زیرزمینی، گروه کارگران گاوریل میاسنیکوف و گروه حقیقت کارگران، این ایده را ایجاد کردند که روسیه در حال تبدیل شدن به یک جامعه سرمایه‌داری که توسط دولت اداره می‌شود. پیشرفته‌ترین نسخه این ایده در کتابچه‌ای توسط میاسنیکوف در سال ۱۹۳۱ بود.

### مخالفت غیر مارکسیست‌ها
مخالفت اولیه با لنین از سوی افراد وفادار به تزار و وضع موجود جامعه روسیه قبل از ۱۹۱۷ بود. این را می‌توان به بهترین وجه در اخراج وی به سوئیس مشاهده کرد.
مخالفت با لنینیسم را می‌توان از نظر افراد و دولت‌هایی که خواستار برکناری لنین پس از رسیدن به قدرت بودند نیز مشاهده کرد. این به بهترین وجه در زمان جنگ داخلی روسیه نشان داده شد که قدرت‌های خارجی در تلاش برای استقرار از لنین به ارتش سفید کمک کردند. در این مدت، مخالفت‌های دولت لهستان، جنگ لهستان و شوروی و در سرزمین‌های سابق روسیه مانند فنلاند، جایی که سفیدپوستان محلی در جنگ داخلی فنلاند پیروز شدند، وجود داشت.
در داخل کشور، برخی از رویدادها در روسیه رخ داده است که می‌توان آنها را به عنوان نمایندگی ضد لنینیسم تلقی کرد: این موارد شامل شورش تامبوف و شورش کرونشتات است.

#### حزب سوسیالیست انقلالی

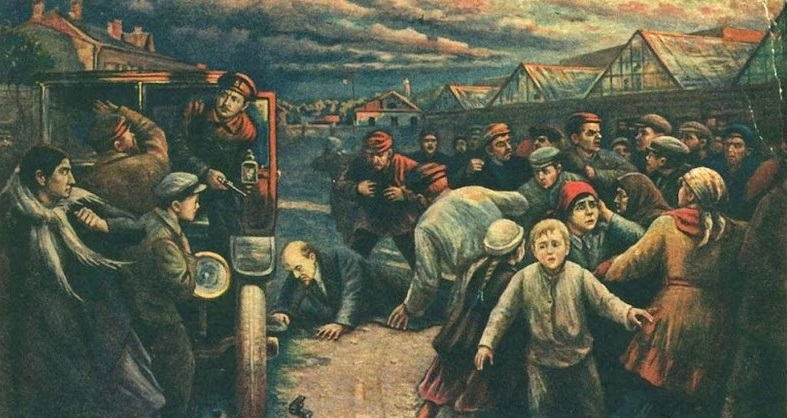
تصویر ولادیمیر پاچلین از ترور

در انتخابات مجلس مؤسسان روسیه که دو هفته پس از به قدرت رسیدن بلشویک‌ها برگزار شد، حزب انقلابی سوسیالیست بیشترین سهم آرا را با ۴۰٪ آرا از بخش عمده‌ای از مردم در مقابل ۲۵٪ بلشویک‌ها به دست آورد. در ژانویه ۱۹۱۸، بلشویک‌ها مجمع را منحل کردند و اکثریت انقلابیون سوسیالیست علیه لنین روی آوردند. پس از امضای معاهده برست-لیتوفسک توسط دولت بلشویک، روسیه را از جنگ جهانی اول حذف کرد، انقلابیون چپ سوسیالیست نیز از دولت کنار رفتند. آنها در ۶ ژوئیه قیام ناموفقی را علیه دولت آغاز کردند. در ۳۰ اوت، فانی کاپلان، انقلابی اجتماعی، در یک سوء قصد ناموفق لنین را زخمی کرد.

#### ضد لنینیسم آنارشیست
در محدوده جنبش آنارشیست روسیه نیز مخالفت وجود داشت. در حالی که می‌توان این مسئله را به شکاف اولیه بین آنارشیسم و مارکسیسم بازگرداند، وقتی مشخص شد که لنین قصد برچیدن دولت در آینده نزدیک را ندارد، شدت آن بیشتر شد. علی‌رغم برخی وقایع آنارشیستی مانند مراسم تشییع جنازه پیتر کروپوتکین بدون اعتراض، جنبش ضد لنینیستی آنارشیست تا حد زیادی سرکوب شد.
این ادعا در آثار آنارشیستی استاندارد می‌شود. به عنوان مثال، آنارشیست برجسته اما گلدمن در مقاله ای از سال ۱۹۳۵ با عنوان هیچ اثری کمونیسم در روسیه وجود ندارد در مورد اتحاد جماهیر شوروی گفت: چنین شرایطی ممکن است سرمایه‌داری دولتی نامیده شود، اما اگر آن را در هر حس کمونیستی روسیه شوروی، اکنون باید واضح باشد، از نظر سیاسی یک استبداد مطلق و از لحاظ اقتصادی شکننده‌ترین شکل سرمایه‌داری دولتی است.

## مخالفت پس از سال ۱۹۲۴

### مخالفت مارکسیستی
در حالی که مخالفت با لنین قبل از ۱۹۲۴ عمدتاً مخالفت با لنین به عنوان یک فرد بود، پس از سال ۱۹۲۴ بیشتر محور مخالفت با مکتب لنینیسم بود. چنین مخالفتی از سوی مارکسیست‌ها به وجود آمده است که معتقدند آرمان‌های کمونیسم پس از انقلاب روسیه خیانت شده و در مقابل نوعی سرمایه‌داری دولتی ایجاد شد. از طرفداران عمده این شکل ضد لنینیسم می‌توان به حزب سوسیالیست انگلیس و همچنین جنبش سوسیالیست جهانی اشاره کرد.

### مخالفت غیر مارکسیستی
مخالفت با لنینیسم در کنار انواع دیگری از سوسیالیسم و کمونیسم، هنوز هم توسط کسانی انجام می‌شود که با هر نوع تعالیم مارکسیستی مخالفت می‌کنند. همچنین مخالفت شدیدی در برابر آموزه‌های لنینیستی جنبش‌های آنارشیستی، به ویژه ایده پیشتاز انقلابی وجود دارد.

#### آنارشیست‌ها
موری بوکچین هنگام صحبت در مورد مارکسیسم گفت که در واقع مارکسیسم به ایدئولوژی تبدیل می‌شود. این جنبش توسط پیشرفته‌ترین اشکال جنبش سرمایه‌داری دولتی - به ویژه روسیه - جذب می‌شود. با کنایه ای باورنکردنی از تاریخ، معلوم شد که سوسیالیسم مارکسیک تا حد زیادی همان سرمایه‌داری دولتی است که مارکس در دیالکتیک سرمایه‌داری پیش‌بینی نکرد. پرولتاریا، به جای اینکه به یک طبقه انقلابی در رحم سرمایه‌داری تبدیل شود، عضوی در پیکر جامعه بورژوازی است لنین این را احساس کرد و سوسیالیسم را چیزی غیر از انحصار سرمایه‌داری دولتی که به نفع کل مردم باشد توصیف کرد. این بیانیه فوق‌العاده ای اگر کسی فکر می‌کند خارج پیامدهای آن، و یک لقمه از تناقضات است.
نویسندگان یک سؤال متداول آنارشیست ضمن صحبت دربارهٔ لنینیسم می‌گویند: مدل لنینیستی به جای ارائه وسیله ای مؤثر و کارآمد برای دستیابی به انقلاب، نخبه گرا، سلسله مراتبی و بسیار ناکارآمد در دستیابی به جامعه سوسیالیستی است. در بهترین حالت، این احزاب با از بین بردن فعالان و مبارزان با اصول تشکیلاتی و تاکتیک‌های دستکاری در ساختارها و گروه‌های مردمی، در مبارزه طبقاتی نقش مضر دارند. این احزاب می‌توانند قدرت را به دست بگیرند و شکل جدیدی از جامعه طبقاتی (یک جامعه سرمایه‌داری دولتی) ایجاد کنند که در آن طبقه کارگر توسط روسای جدید (یعنی سلسله مراتب حزب و منصوبان آن) مورد ظلم و ستم قرار گیرد.